# Ulrico I de Frisia Oriental
Ulrico I de Frisia Oriental, primer conde de Frisia Oriental (Norden, 1408 - Emden, 25 o 26 de septiembre de 1466), fue el hijo del jefe tribal Enno Edzardisna de Norden y Greetsiel, y de Gela de Manslagt.

## Biografía
Su padre Enno había heredado Attena en Norden, y se había convertido en cabecilla de Norden, dejando a Ulrico una gran herencia. Ulrico también recibió la herencia de la respetada familia Cirksena a través de su madre Gela, hija de Affo Beninga, cabecilla de Pilsum y Manslagt, y de Tiadeka Siartze de Berum. Gela y su prima Frauwa Cirksena ("Sydzena") eran las únicas herederas de los Cirksenas de Berum. Enno, el padre de Ulrico, había aprovechado la oportunidad de arreglar el matrimonio entre su hijo de su primer matrimonio, el hermanastro de Ulrico, Edzard, con Frauwe. Ulrico y Edzard tomaron el nombre y las armas de sus esposas. Cuando Edzard y Frauwa murieron sin hijos en 1441 de peste, Ulrico heredó las posesiones de los Cirksenas de Berum también. En 1430, junto con su padre y su hermanastro mayor Edzard, Ulrico concluyó el Freiheitsbund der Sieben Ostfrieslande (Alianza-libre de los siete territorios frisones orientales).
Esta alianza estaba dirigida contra el gobernante Focko Ukena. Edzard, conjuntamente con su hermano Ulrico, logró poner fin al gobierno de la facción de Ukena. Ulrico Cirksena también obedeció a una estrategia de matrimonio ventajoso. Su primera esposa fue Folka, la única hija y heredera del cabecilla Wibet van Esens. Ella transfirió el señorío de Esens a Ulrico en 1440. Tras el matrimonio de Ulrico Cirksena con Theda, nieta de su oponente, en 1455, la mayoría de los territorios frisones orientales fueron unificados por primera vez. Solo los señoríos de Jever y Friedeburg permanecieron independientes. Sibet Attena, un sobrino y aliado de Ulrico, recibió los señoríos de Esens, Stedesdorf y Wittmund, que juntos formaban el Harlingerland. El Harlingerland sí que permaneció bajo la autoridad de la familia Cirksena.
Debido a que Ocko I tom Brok había prestado Frisia Oriental al Conde de Holanda en 1381, el estatus del gobernante de Frisia Oriental no estaba claro. Ulrico decidió mejorar su estatus volviéndose directamente de cara al emperador. El emperador Federico III subsiguientemente elevó a Ulrico al estatus de Conde Imperial en 1464. El emperador concedió a Ulrico el condado imperial en Norden, Emden, Emisgonien en Frisia Oriental, aunque en compensación Ulrico fue requerido de pagar una gran suma de dinero a la cancillería del emperador, que sufría de casi constantes problemas financieros.

## Familia
Ulrico y su segunda esposa, Theda, tuvieron los siguientes hijos:
- Heba (1457; † 1476), desposó al conde Erico I de Schaumburg-Pinneberg,
- Gela (1458; † 1497),
- Enno I (1460; † 1491),
- Edzard I (1462; † 1528),
- Uko (1463; † 1507),
- Almut (1465; † 1522/23).

| Predecesor: Nueva creación | Conde de Frisia Oriental 1464-1466 | Sucesor: Enno I |

- Datos: Q522977
- Multimedia: Ulrich I, Count of East Frisia / Q522977